# Péninsule Kenai
Pour les articles homonymes, voir Kenai.
La péninsule ou presqu’île Kenai ou Kénaï est une péninsule de la côte méridionale de l'Alaska aux États-Unis.

## Toponymie
Le terme « Kénaï » provient certainement de Kenayskaya, le nom russe du golfe de Cook qui baigne la péninsule à l'ouest, lui-même nommé pour le peuple qui y habite.

## Villes
La péninsule abrite plusieurs villes, dont Seward, Soldotna, Kenai, Sterling, Cooper Landing et Alaska.